# Precedensowa sprawa
Precedensowa sprawa – amerykański dramat obyczajowy z 1991 roku.

## Obsada
- Gene Hackman – Jedediah Tucker Ward
- Mary Elizabeth Mastrantonio – Maggie Ward
- Colin Friels – Michael Grazier
- Joanna Merlin – Estelle Ward
- Laurence Fishburne – Nick Holbrook
- Donald Moffat – Quinn
- Jan Rubes – Pavel
- Matt Clark – Sędzia Symes
- Fred Thompson – Dr Getchell

## Fabuła
Jed Ward jest adwokatem. Podejmuje się obrony mężczyzny poszkodowanego w wypadku samochodowym, ma udowodnić, że przyczyną wypadku była wada konstrukcyjna samochodu. Już podejmował się podobnych spraw i ma w tym spore doświadczenie. Firmę reprezentuje córka Warda, Maggie.